# Johan Filip Koenraad Schwaebe
Johan Filip Koenraad Schwaebe (Rotterdam, 18 september 1806 - aldaar, 20 januari 1885) was een Rotterdamse uitgever, drukker en schrijver.
Schwaebe, zoon van Hendrik Schwaebe en Henderina van der Velden, was een boekhandelaar en had enige tijd een uitgeverij op de Oppert 116 te Rotterdam. Zijn kleine fonds omvatte voornamelijk poëziebundeltjes, twee romans en een aantal herdrukken van bestsellers uit de traditie van de Nadere Reformatie. De combinatie van triviaalliteratuur en stichtelijke werken doet vermoeden dat Schwaebe's uitgeefactiviteit voornamelijk gemotiveerd werd door commerciële motieven. Rond 1860 staakte Schwaebe zijn weinige uitgeverijwerkzaamheden en concentreerde zich op de verkoop van boeken, onder andere via veilingen.
In 1845 scheef hij onder het pseudoniem Satan het boek "Raadgevingen van Satan aan de door de Heeren Michelet en Quinet in het naauw gebragte Jesuiten". In de Universiteitsbibliotheek Leiden bevinden zich een vijftal brieven uit 1856 en één uit 1871 van Schwaebe aan Albertus Willem Sijthoff (1829-1913) van de uitgeversmaatschappij Leiden. Tevens bevinden zich hier drie brieven van de erven van F. Bohn uit Haarlem aan Schwaebe. Schwaebe schreef meerdere brieven aan de bekende uitgever Arie Cornelis Kruseman over o.a. het kopijrecht van de vertaling van "Dombey en zoon", een van de werken van Charles Dickens en over het kopijrecht op enige werken van Bilderdijk. Deze brieven bevinden zich in de Universiteitsbibliotheek van Amsterdam.

## Eigen werk
- Raadgevingen van Satan aan de door de Heeren Michelet en Quinet in het naauw gebragte Jesuiten (Rotterdam: Nijgh, 1845).

## Fondslijst van Johan Filip Koenraad Schwaebe
- Bloempje van Uitspanning, gevlochten voor de Nederlandsche Jeugd (1826)
- Liederenbundel; Het spreeuwtje, fluitende en zingende allerhande liedjes op bekende oude en nieuwe wijzen (1832)
- Cornelis van Niel, Den donderslag der Godloozen, wegens het schrikkelijk oordeel en de pijn der helle (z.j., ca. 1840)
- Theodorus van der Groe, Bundel van uitmuntende en uitgezochte predikatiën, handelende over onderscheidene keurige stoffen uit het Oude en Nieuwe Testament (1845)
- Desiderius Erasmus, Lof der Zotheid (1847)
- Boudewijn (pseudoniem van Jakob Leunis van der Vliet) (red.), Proza en Poëzij: door P. van Limburg Brouwer, B.T. Lublink Weddik, Mr. J. van Lennep, J.J.L. ten Kate, W.J. van Zeggelen e.a. (1850)
- Theodorus van der Groe, Het eeuwige leven der regtvaardigen, in vier predikatiën handelende over derzelver verstand, wil, gemoed, hartstogten en ligchaam in het eeuwige leven; benevens de plaats der gezaligden en derzelver gezelschap (1852)
- Alexandre Dumas, Eene Corsicaanse familie, (1854; oorspronkelijke titel: Les frères corses, 1845)
- Alexandre Dumas, De Rover's El Salteador (1855; met J.J. Slingeland te 's-Gravenhage en D. Bolle te Rotterdam; oorspronkelijke titel: El Salteador, Le Gentilhomme de la Montagne, 1855).
- Petrus Immens, De godvruchtige avondmaalganger, tot een heilig, heilryk en heugelyk genot van het hoogwaardige avondmaal des Heeren bestuurd en aangemoedigd (1855)
- Theodorus van der Groe, Toetsteen der Ware en Valsche genade (1858; 2 dln.)
- M. de Saint Eugène, Oefeningen voor het hart in vaderlijke lessen en kindervertellingen  (1860)